# アンテルシテ
アンテルシテ（フランス語: Intercités、略称: IC）は、フランス国鉄（SNCF）による在来線特急列車の列車種別で、TGVが通じていない都市間の中長距離輸送を担う。
英語では、インターシティ (Intercity) に相当する。なお、ドイツ、スイス、オーストリア等、他国のインターシティに多く見られる1-2時間ごとのパターンダイヤは、採用されていない。
車両は、主にコライユ型が用いられている。昼行便のほか夜行列車も運行され、座席車に加えてクシェット（簡易寝台車）も連結される。
旧称は、コライユ・テオズ（Corail Téoz）、コライユ（Corail）、コライユ・アンテルシテ（Corail Intercités）、夜行列車のコライユ・ルネア（Corail Lunéa）であったが、2011年にこれらはアンテルシテに再編された。

## 主な昼行列車
- パリ（リヨン駅） - ヌヴェール - ムーラン - ヴィシー - クレルモン＝フェラン
- パリ（オステルリッツ駅） - ヴィエルゾン - リモージュ - トゥールーズ
- ボルドー - トゥールーズ - モンペリエ - ニーム - マルセイユ - ニース
- パリ（モンパルナス駅） - グランヴィル(Granville)
- パリ（サン・ラザール駅） - カーン
  - パリ - カーン - シェルブール
- パリ - トロヴィル・ドーヴィル
- パリ - ルーアン
  - パリ - ルーアン - ル・アーヴル
  - パリ - ルーアン - ディエップ(Dieppe)
- パリ（北駅） - アミアン
  - パリ - アミアン - ブローニュ＝シュル＝メール
- パリ - コンピエーニュ - サン＝カンタン
  - パリ - サン＝カンタン - モブージュ(Maubeuge)
  - パリ - サン＝カンタン - カンブレー
- パリ（東駅） - トロワ - ベルフォール - ミュールーズ
- ランス - ディジョン
- イルソン(Hirson) - メス
- パリ（ベルシー駅） - モンタルジー(Montargis) - ヌヴェール
- パリ - オルレアン - ヴィエルゾン(Vierzon - ユセル(Ussel)
- パリ - オルレアン - トゥール
  - パリ - トゥール - ポワティエ - アングレーム - ロワイヤン （夏期のみ）
- カーン - ル・マン - トゥール
- ナント - トゥール - リヨン
- ボルドー - リモージュ - リヨン
- ボルドー - ユセル - クレルモン＝フェラン
  - カンペール - ナント - ラ・ロシェル - ボルドー
  - ボルドー - トゥールーズ
- ボルドー - アンダイエ
- ボルドー - タルブ
- トゥールーズ - アンダイエ

## 主な夜行列車
パリにおける夜行アンテルシテは、すべてオステルリッツ駅を発着する。パリから南東方面への路線の起点は本来リヨン駅であるが、夜行アンテルシテのみはこの方面もオステルリッツ駅発である。
- パリ発の放射状系統
  - パリ -- トゥーロン - カンヌ - ニース
    - パリ -- ディー - ギャップ - ブリアンソン

  - パリ -- シャンベリ - アルベールヴィル - ブール＝サン＝モーリス(Bourg-Saint-Maurice)
    - パリ -- アヌシー - サン＝ジェルヴェ＝レ＝バン(Saint-Gervais-les-Bains)

  - パリ - オルレアン -- カオール - トゥールーズ
    - パリ - オルレアン -- ロデーズ - アルビ

  - パリ - オルレアン - リモージュ -- ナルボンヌ - ペルピニャン - セルベール／ポルトボウ（スペイン、Portbou）
    - パリ - オルレアン - リモージュ -- フォワ - ラトゥール＝ドゥ＝カロル
    - パリ - オルレアン - リモージュ -- モントレジョー(Montréjeau) - ルション(Bagnères-de-Luchon)

  - パリ - オルレアン -- バイヨンヌ - ビアリッツ - アンダイエ／イルン（スペイン、Irún）
    - パリ - オルレアン -- ポー - タルブ
- 地方間の系統
  - ストラスブール - ミュルーズ - ベルフォール - ブサンソン -- アヴィニョン - マルセイユ - トゥーロン - カンヌ - ニース
    - ルクセンブルク市（ルクセンブルク大公国） - メス - ナンシー -- アヴィニョン - マルセイユ - トゥーロン - カンヌ - ニース

  - ストラスブール - ミュルーズ - ブサンソン - ニーム - モンペリエ - ナルボンヌ - ペルビニャン - セルベール／ポルトボウ
    - ルクセンブルク - メス - ナンシー - ニーム - モンペリエ - ナルボンヌ - ペルビニャン - セルベール／ポルトボウ

  - イルン／アンダイエ - バイヨンヌ - ボルドー - トゥールーズ -- マルセイユ - トゥーロン - カンヌ - ニース
  - イルン／アンダイエ - バイヨンヌ - ポー - タルブ - トゥールーズ -- ヴァランス - リヨン - ジュネーヴ（スイス）

※「セルベール／ポルトボウ」は、西行列車はセルベール経由ポルトボウ行、東行列車はセルベール始発であることを示す。「アンダイエ／イルン」（又はその逆）は、西行列車はアンダイエ経由イルン行、東行列車はアンダイエ始発であることを示す。